# Królewska Szwedzka Akademia Nauk

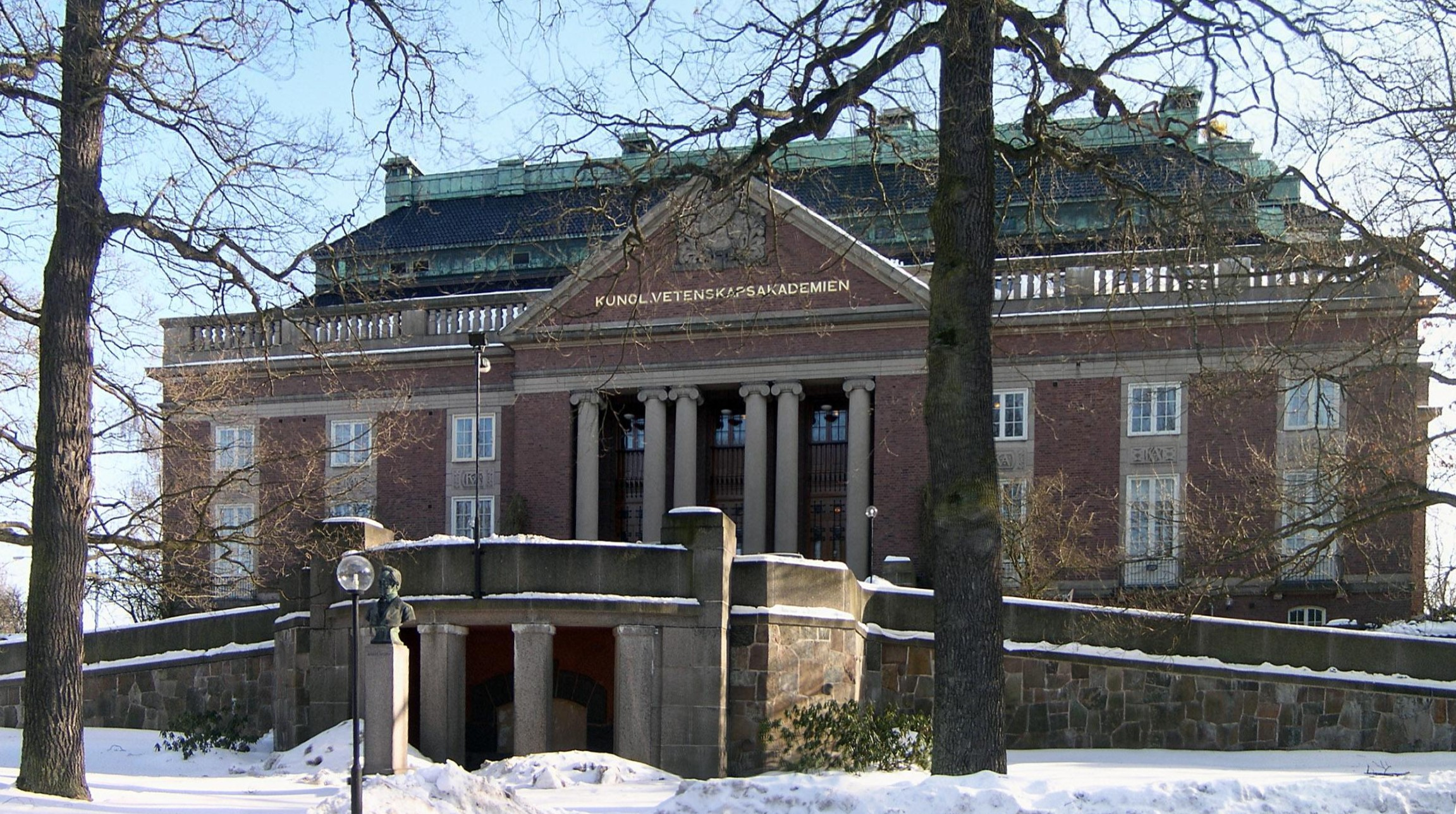
Gmach Królewskiej Szwedzkiej Akademii Nauk w Sztokholmie

Królewska Szwedzka Akademia Nauk (szw. Kungliga Vetenskapsakademien) została założona w 1739 przez króla szwedzkiego Fryderyka I.
Akademia to niezależna organizacja, która działa na rzecz promowania nauki, głównie nauk przyrodniczych i matematyki. Komisje Akademii są również komisjami kwalifikacyjnymi w wyborze Nagrody Nobla z chemii i fizyki oraz Nagrody Banku Szwecji.